# Gymnapogon annona
Gymnapogon annona és una espècie de peix pertanyent a la família dels apogònids.

## Descripció
- Pot arribar a fer 5 cm de llargària màxima.
- És de color groc pàl·lid translúcid amb les aletes grogues i els ulls verd-blau.[6][7]

## Hàbitat
És un peix marí, bentopelàgic i de clima tropical, el qual viu a les aigües somes dels esculls costaners.

## Distribució geogràfica
Es troba al Pacífic: Austràlia i Taiwan.

## Observacions
És inofensiu per als humans i de costums nocturns.